# Poľana
Koordinaten: 48° 38′ N, 19° 28′ O

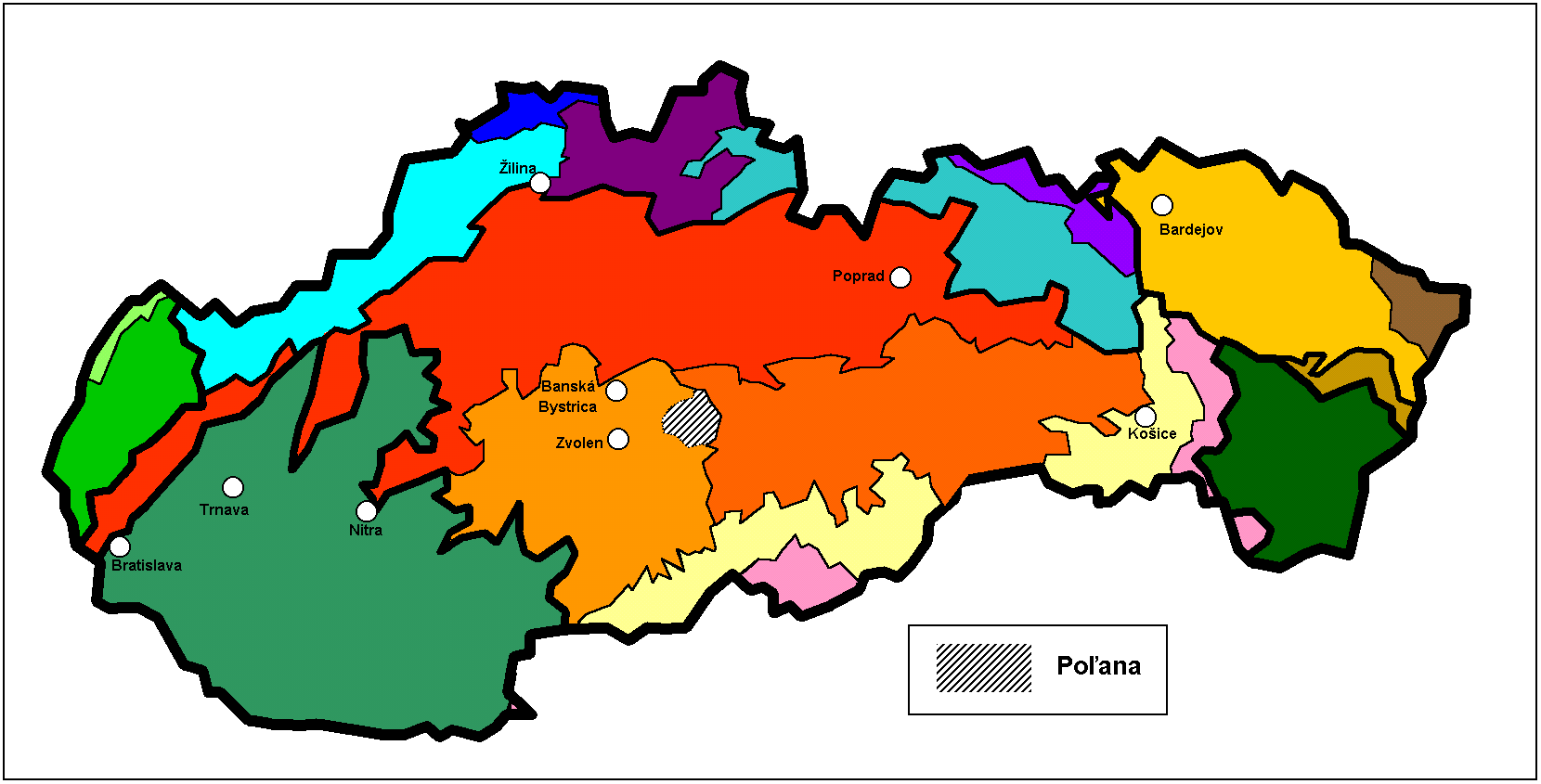
Die Poľana innerhalb der Geomorphologischen Einteilung der Slowakei

Die Poľana ist ein kleines Gebirge in der mittleren Slowakei. Sie liegt im Nordosten des Slowakischen Mittelgebirges und ist vulkanischen Ursprungs. Höchster Gipfel ist der Berg Poľana – ein erloschener Schichtvulkan – mit 1458 m. 
Das Gebirge wird begrenzt
- im Norden und Osten vom Slowakischen Erzgebirge mit dem Teilgebirge Veporské vrchy,
- im Süden und Westen vom Talkessel Zvolenská kotlina.

Geomorphologisch wird die Poľana weiter untergliedert in 
- den Höhenzug Vysoká Poľana, den Kern des Gebirges, 
  - mit der Untereinheit Kyslinky, einer Senke, die im Wesentlichen einem alten Vulkankrater entspricht und die das Gebirge nach Nordwesten abschließt,
- das im Süden und Westen vorgelagerte Bergland Detvianske predhorie.

## Tourismus
Das Gebirge ist von einem dichten Wanderwegenetz durchzogen. Unterkünfte stehen jedoch nur in begrenztem Umfang zur Verfügung.

## Naturschutz
Im Jahre 1981 wurde ein 203,60 km² großes Landschaftsschutzgebiet (slow. Chránená krajinná oblasť (CHKO)) eingerichtet, das außer einem großen Teil des Poľana-Gebirges noch einige Abschnitte der angrenzenden Veporské vrchy umfasst.
Innerhalb des Naturschutzgebietes sind eine Reihe besonders wertvoller Naturdenkmale (vor allem Felsformationen, alte Bäume) unter strengeren Schutz gestellt worden.
Seit dem Jahr 1990 gehört das Gebirge zu den von der UNESCO geschützten Biosphärenreservaten.

## Sehenswürdigkeiten
- Volksarchitektur in Detva
- Wasserfall Bystré

## Bedeutende Erhebungen
- Poľana, 1458 m
- Predná Poľana, 1367 m
- Vrch Detva, 1062 m
- Kalamárka, 808 m

## Einige Ortschaften im Gebirge und in der Umgebung
- Detva
- Hriňová (dt. Hrinau)
- Hrochoť
- Očová